# فاروق بن مصطفی
فاروق بن مصطفی (انگلیسی: Farouk Ben Mustapha؛ زاده ۱ ژوئیهٔ ۱۹۸۹) یک بازیکن فوتبال اهل تونس است.
وی همچنین در تیم ملی فوتبال تونس بازی کرده‌است.